# Brissago (Szwajcaria)
Brissago (lmo. Brissagh, niem. Brisa) – miejscowość i gmina w południowej Szwajcarii, w kantonie Ticino, w okręgu (distretto) Locarno, w powiecie (circolo) Isole. Leży nad jeziorem Lago Maggiore.

## Demografia
W Brissago mieszkają 1 664 osoby. W 2021 roku 20,9% populacji gminy stanowiły osoby urodzone poza Szwajcarią. 

## Transport
Przez teren gminy przebiega droga główna nr 411.